# Жервінчик білощокий
Жерві́нчик білощокий (Eremopterix leucotis) — вид горобцеподібних птахів родини жайворонкових (Alaudidae). Мешкає в Африці на південь від Сахари.

## Опис

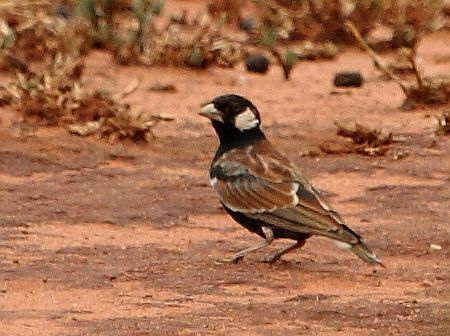
Самець білощокого жервінчика (Квазулу-Наталь, ПАР)

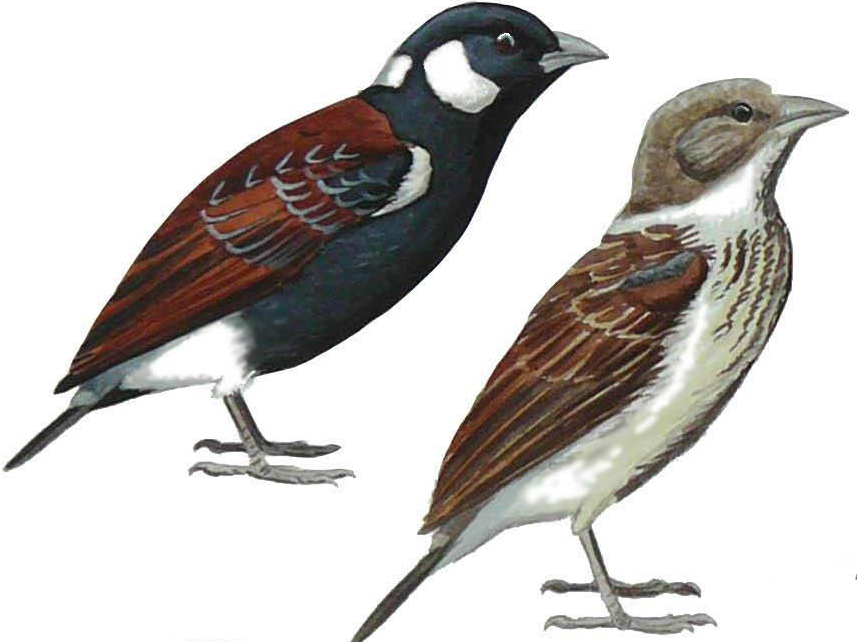
Білощокі жервінчики

Довжина птаха становить 12-13 см, вага 12,3-13,8 г. Довжина хвоста становить 48-55 мм, довжина дзьоба становить 10-11,5 мм. Виду притаманний статевий диморфізм. 
У самців горло, підборіддя, горло, груди і верхня частина живота чорнувато-шоколадно-коричневі, на щоках і скронях великі білі плями, на задній частині шиї біла смуга. Спина і плечі каштанові, окремі пера на них мають білі або сірі краї і білі або сірі кінчики. Верхні покривні пера хвоста світло-коричневі, конрастують з більш темною спиною. Першорядні і другорядні махові пера коричневі, окрема пері мають світлі кінчики. Покривні пера крил коричневі зі світлими краями. Хвіст кричневий, центральні стернові пера мають рудуваті краї. Шості (крайні) стернові пера мають білуваті зовнішні опахала. Райдужки карі, дзьоб світло-роговий, лапи рогові.
У самиць голова коричнева, окрема пера на ній мають більш темну центральну частину. Спина коричневі, більш світла і менш яскрава, ніж у самців. Щоки і скроні білуваті, у деяких підвидів пістряві, сірувато-коричневі. Підборіддя, горло і груди світло-коричневі. окрема пера мають темно-коричневу або каштанову центральну частину, що надає шрудям плямистого вигляду. Середина живота темно-коричневі. Хвіст такий же, як у самців.
Забарвлення молодих птахів є подібне до забарвлення самиць, однак пера на голові, верхній частині спини і надхвісті темно-коричневі з білими кінчиками. Підборддя, горло і живіт білуваті, пера на них мають коричневу центральну частину. Груди у них такі ж, як у самиць.

## Підвиди
Виділяють п'ять підвидів:
- E. l. melanocephalus (Lichtenstein, MHC, 1823) — від Сенегалу і Гамбії до центрального Судана;
- E. l. leucotis (Stanley, 1814) — від Південного Судана до Ефіопії, Еритреї і північного заходу Сомалі;
- E. l. madaraszi (Reichenow, 1902) — від південного Сомалі і Кенії до північного Малаві і північного Мозамбіка;
- E. l. hoeschi White, CMN, 1959 — від південної Анголи і північної Намібії до західного Зімбабве;
- E. l. smithi (Bonaparte, 1850) — від південної Замбії і південного Малаві до сходу ПАР.

## Поширення і екологія
Білощокі жервінчики живуть у відкритих посушливих місцевостях, зокрема на сухих луках і в сухих трав'янистих саванах, в чагарникових саванах зустрічаються рідше. Північні популяції зустрічаються на висоті до 1800 м над рівнем моря, південні на висоті до 1200 м над рівнем моря. Білощокі жервінчики ведуть осілий або кочовий спосіб життя. Зустрічаються зграйками, які можуть нараховувати до 50 птахів. Іноді приєднуються до змішаних зграй птахів разом з плямистими жервінчиками, в місцях, де ареали цих двох видів перетинаються.
Білощокі жервінчики живляться переважно насінням трав, а також комахами та іншими комахами. На півночі ареалу гніздування триває з жовтня по березень, під час сезону посухи, в Замбії, Зімбабве і Малаві птахи гніздяться з березня по вересень, в ПАР у березні-квітні. Як і інші жайворонки, білощокі жервінчики гніздяться на землі. В кладці 2 яйця. Інкуббаційний період триває 11 днів, насиджують переважно самиці, вдень їх іноді підмінають самці. За сезон може вилупитися два виводки. 